# Teton (Idaho)
Teton é uma cidade localizada no estado americano de Idaho, no Condado de Fremont.

## Demografia
Segundo o censo americano de 2000, a sua população era de 569 habitantes.
Em 2006, foi estimada uma população de 565, um decréscimo de 4 (-0.7%).

## Geografia
De acordo com o United States Census Bureau tem uma área de
1,2 km², dos quais 1,2 km² cobertos por terra e 0,0 km² cobertos por água.

## Localidades na vizinhança
O diagrama seguinte representa as localidades num raio de 28 km ao redor de Teton.